# Trypanaeus teres
Trypanaeus teres är en skalbaggsart som beskrevs av Sylvain Auguste de Marseul 1856. Trypanaeus teres ingår i släktet Trypanaeus och familjen stumpbaggar. Inga underarter finns listade i Catalogue of Life.